# Bikinmingjairik
Bikinmingjairik (weitere Bezeichnungen: Bikirkirjeirok Island, Bikkenimenshaiarekku) ist ein kleines Motu des Likiep-Atolls der pazifischen Inselrepublik Marshallinseln.

## Geographie
Bikinmingjairik liegt im nördlichen Riffsaum des Likiep-Atolls, zwischen Boguraburabu im Südosten und Bikinmingjaiing im Nordwesten. Die Insel ist unbewohnt.